# ۲۷۹ (قمری)
۲۷۹ (قمری)، دویست و هفتاد و نهمین سال در گاهشماری هجری قمری است. اول محرم این سال برابر با هفتم آوریل سال ۸۹۲ میلادی است.

## رویدادها
- رافع بن هرثمه الیساری از امیران طاهری بر معتضد خلیفه عباسی یاغی شد و به این منظور با داعی (که پیشتر با او جنگیده و شکستش داده بود) بیعت کرد و طبرستان و گرگان را به او باز گرداند. خلیفه احمدبن عبدالعزیز بن ابی‌دلف را با همراه سپاهی به سمت وی فرستاد. او توانست رافع را شکست دهد.
- معتضد خلیفه عباسی حکومت خراسان را به یعقوب لیث سپرد تا با کمک او رافع بن هرثمه یساری را شکست دهد.

## درگذشتگان
- نصر یکم سامانی نخستین امیر سامانی